# Æthelberht (Sussex)

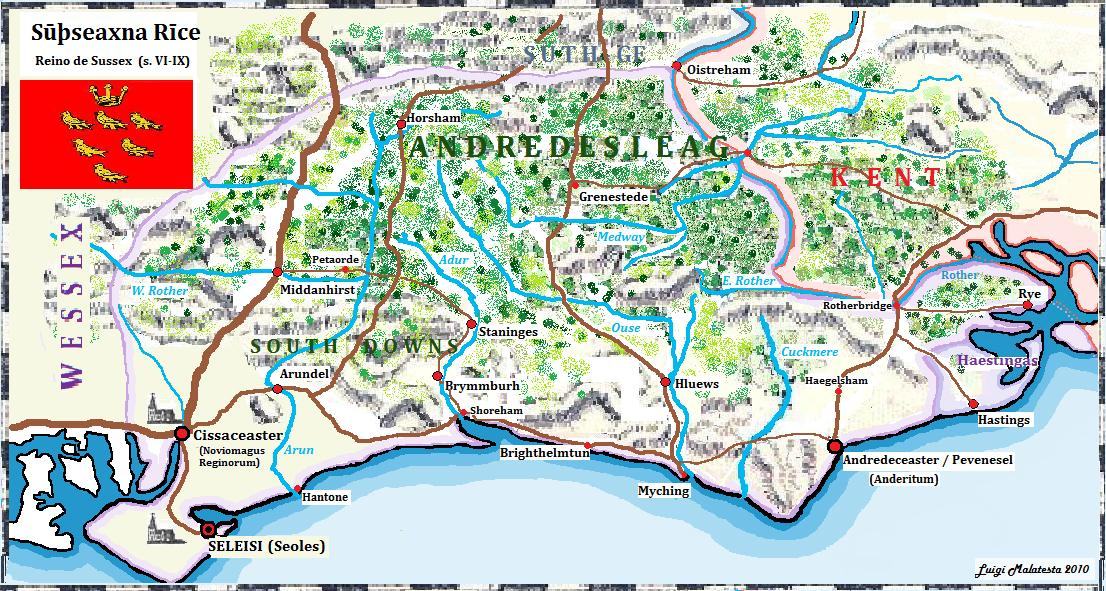
Sussex in angelsächsischer Zeit

Æthelberht (auch: Æthelbert, Æthelbryht, Adelbertus, Ethelbertus, Ethilbercht; fl. 733/757) war ein König des  angelsächsischen Königreiches Sussex in der Mitte des 8. Jahrhunderts.

## Leben
Die Chronologie ist wegen der schwachen Quellenlage des 8. Jahrhunderts für Sussex sehr unsicher. Æthelberht ist nur durch drei Chartas bekannt, die die einzige Informationsquelle zu seinen Lebensdaten bilden. Seine Herkunft ist unbekannt, doch war er möglicherweise ein Sohn König Æthelstans.
Die genauen Hintergründe seiner Herrschaft sind unklar. Er kann als Nachfolger der von Wessex abhängigen Unterkönige Nothhelm und Æthelstan gelten. Seine Regierungszeit konnte nur durch die Überschneidung mit der Amtszeit des Bischofs Sigefrith von Selsey bestimmt werden. Vermutlich folgte um 758 Osmund als König in Sussex.